# Bessel van der Kolk
Bessel van der Kolk (Den Haag, 8 juli 1943) is een Nederlands-Amerikaans psychiater en emeritus-hoogleraar, die vooral onderzoek heeft gedaan naar posttraumatische stress.

## Biografie
Van der Kolk vertrok na zijn eindexamen aan het Daltonlyceum in Den Haag naar de Verenigde Staten. Hij studeerde politieke wetenschappen aan de Universiteit van Hawaï en medische wetenschappen aan de Pritzker School of Medicine in Chicago. In 1974 werd hij psychiater, na een opleiding aan het Massachusetts Mental Health Center aan de Harvard Medical School. Hij werkte als directeur van het Boston State Hospital en werd daarna psychiater in Boston.
Hij startte het Trauma Center in Boston in 1982 en werd specialist op het gebied van posttraumatische stress.
In 2018 startte Van der Kolk The Trauma Research Foundation. Van der Kolk schreef diverse boeken en vele tijdschriftartikelen over de verwerking van stress, onder meer Psychological Trauma (1987) en The Body Keeps the Score (2014).
In 2022 was Van der Kolk de laatste gast van het seizoen in het VPRO programma Zomergasten. Vooraf was er kritiek van rechtspsychologen die waarschuwden dat Van der Kolk de ruimte zou krijgen om onjuiste en potentieel gevaarlijke ideeën te verspreiden.

## Publicaties (in het Nederlands)
- Bessel van der Kolk: Traumasporen. Het herstel van lichaam, brein en geest na overweldigende ervaringen. Eeserveen, Uitgeverij Mens!. 2016. 6e druk 2020: ISBN 978-94-6316-031-5